# Koentje Gezang
Koenraad (Koentje) Huib Gezang (Den Haag, 29 januari 1942 – Sobibór, 21 mei 1943) was een Nederlands jongetje dat tijdens de Tweede Wereldoorlog op 16 oktober 1942 te vondeling werd gelegd aan de Duinwijckweg 1 te Bloemendaal. Hij kreeg als vondeling de naam Remi van Duinwijck. Hij werd zeven maanden later vermoord in het vernietigingskamp Sobibór (Polen).

## Noordwijkschelaan Den Haag
Koentje werd geboren als tweede kind van Florence Gezang-Goudeket (Amsterdam, 17 september 1908 – Sobibór, 9 april 1943) en Maurits Gezang (Amsterdam, 17 juni 1904 – Soest, 3 juni 1983). Het echtpaar had al eerder een zoon gekregen, Edward (Eddy) Gezang (Amsterdam, 10 augustus 1930 – Zweden, 22 april 2014). Ten tijde van Koentjes geboorte woonde het gezin aan de Noordwijkschelaan 9 Den Haag (thans Noordwijkselaan geheten). Voor het pand zijn in 2012 twee Stolpersteine aangebracht ter herinnering aan de vroegere bewoners, Koentje en zijn moeder.

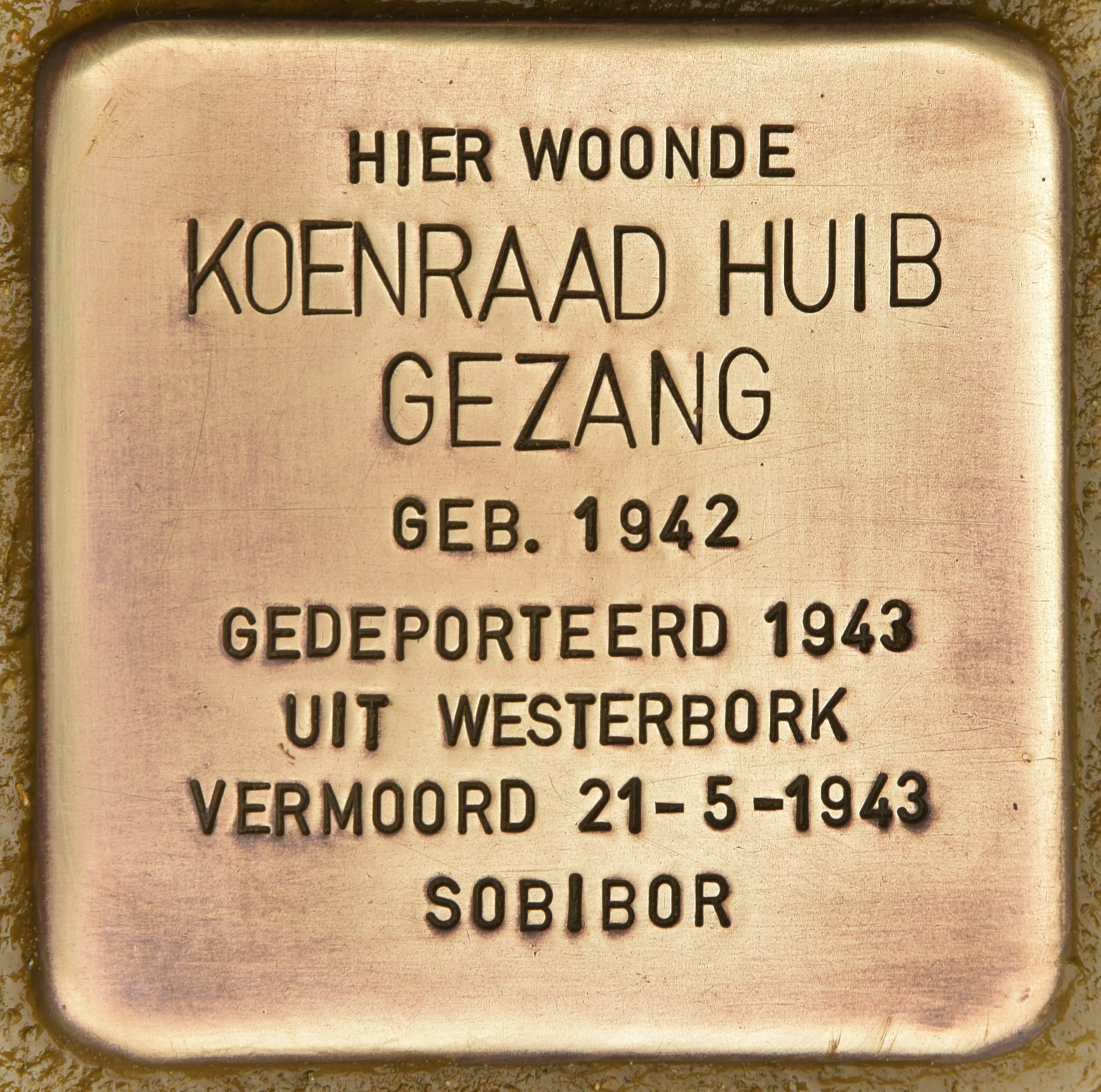
Stolperstein voor het pand Noordwijkselaan 9 in Den Haag

Na een mislukte vluchtpoging naar Zwitserland in augustus 1942 besloot het echtpaar Gezang gescheiden van elkaar onder te duiken. Koentje werd begin oktober achtergelaten bij Leo van Dis te Overveen. Deze leraar Nederlands aan de Tweede HBS te Haarlem was lid van de Nederlandse Hervormde Kerk en betrokken bij verzetswerk binnen zijn geloofsgemeenschap. Hij beloofde een betrouwbaar pleeggezin voor het kind te zoeken. Dit was een beproefde methode van het verzet om Joodse baby's te redden: een baby werd op de stoep gelegd van een betrouwbaar gezin (gewoonlijk in overleg), dat daarna de politie waarschuwde en de baby inschreef bij de burgerlijke stand. Daarna ontfermde het gezin zich over het kind en adopteerde het, of het ging naar een weeshuis. Op deze manier stond het kind niet meer als Joods te boek en kon het de oorlog overleven.

## Duinwijckweg Bloemendaal
Op 16 oktober om 20.45 uur werd Koentje aangetroffen op de stoep van de familie Van de Bunt aan de Duinwijckweg 1 te Bloemendaal. Henk van de Bunt, vader van het gezin, deed telefonisch aangifte van zijn vondst bij politiebrigadier Henk Bikkel, waarna een onderzoek gestart werd naar de herkomst van het kind. Middels een bericht in de Haarlemsche Courant van 20 oktober werd het publiek door de politie om inlichtingen gevraagd. Landelijke kranten namen dit bericht een dag later over. Op 26 oktober deed Van de Bunt aangifte bij de burgerlijke stand van de gemeente Bloemendaal. De vondeling kreeg als voornaam Remi, naar de hoofdpersoon uit het boek Alleen op de wereld van Hector Malot (1878); de achternaam Van Duinwijck verwijst naar de vindplaats van het kind. Zijn leeftijd werd geschat op ongeveer acht maanden. Remi werd liefdevol opgenomen in het gezin van Henk van de Bunt, zijn vrouw Jo en hun kinderen.
Vier dagen later moest het echtpaar zich met Koentje melden bij het hoofdkantoor van de Sicherheitsdienst (kortweg SD genaamd), gevestigd in de Euterpestraat (thans Gerrit van de Veenstraat) te Amsterdam. De SD stelde zich op het standpunt dat Koentje niet bij zijn pleegouders mocht blijven, omdat hij een Joods kind zou zijn. De tegenwerping van Jo van de Bunt dat dit niet zeker was omdat het kind niet besneden was, mocht niet baten: het echtpaar moest zonder Koentje naar huis terugkeren. Het jongetje werd op last van de Duitsers overgebracht naar de crèche aan de Plantage Middenlaan 31.

## Crèche Plantage Middenlaan Amsterdam
Om te bepalen of Koentje daadwerkelijk Joods was, kreeg de arts en wethouder van Openbare Gezondheid Johan Lodewijk Strak opdracht het jongetje lichamelijk te onderzoeken. Hij meldde zich in de eerste week van 1943 aan de Plantage Middenlaan. Op 8 januari 1943 rapporteerde Strak, NSB-lid en SS'er, dat Koentje weliswaar niet besneden was, maar op grond van uiterlijke kenmerken Joods kon worden genoemd.

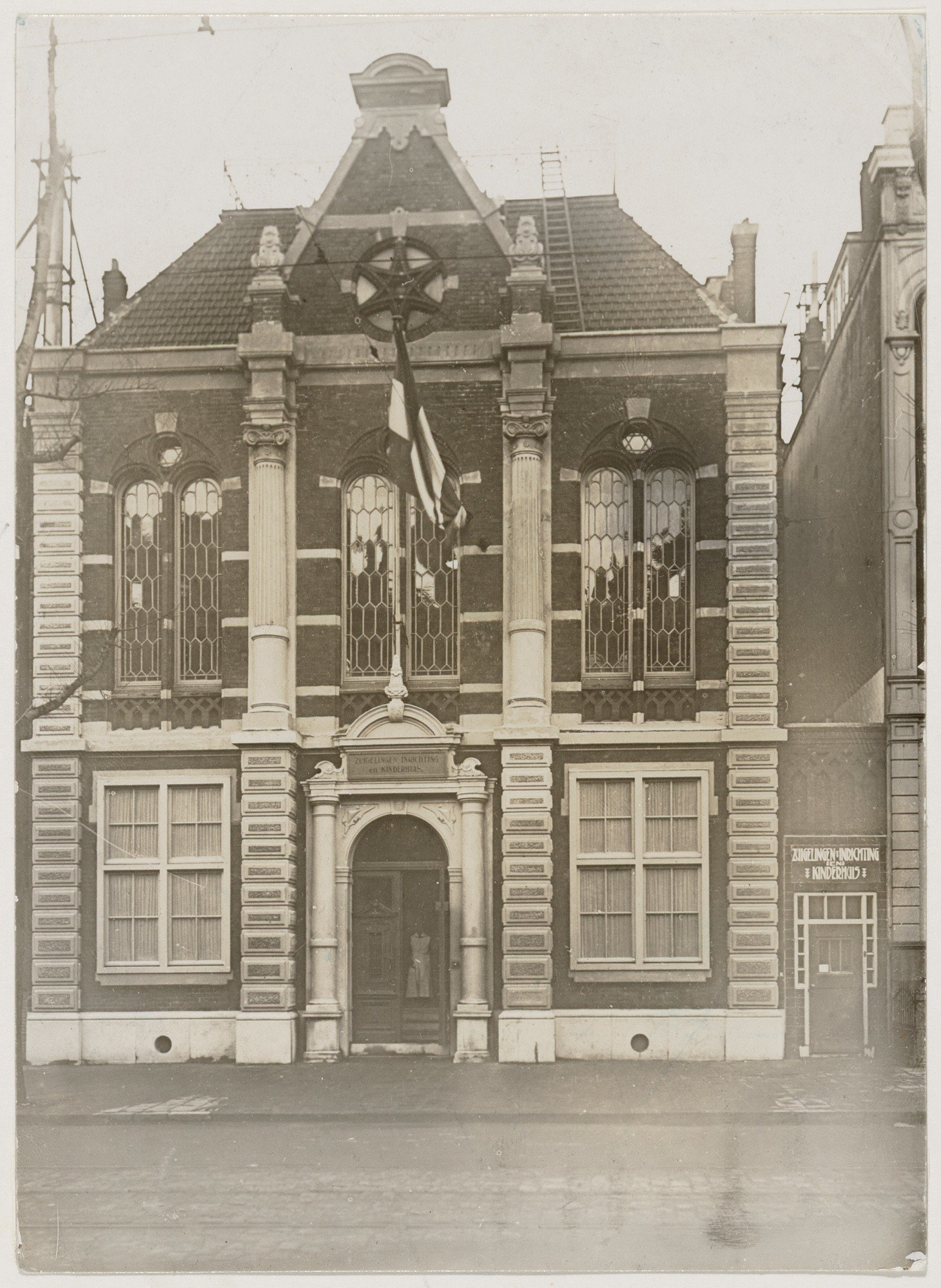
Zuigelingen Inrichting en Kinderhuis bij de opening in 1924; dit pand fungeerde tijdens WOII als crèche voor Joodse kinderen. Bron: Collectie Stadsarchief Amsterdam

De crèche op nummer 31 lag tegenover de Hollandsche Schouwburg. Dit was de verzamelplaats waarvandaan Joden via Kamp Westerbork (in Drenthe) gedeporteerd werden naar de vernietigingskampen van nazi-Duitsland. Bij aankomst in de Schouwburg werden kinderen van hun ouders gescheiden en overgebracht naar de overkant, de crèche.
Begin 1943 begon het verzet in samenwerking met de beheerder van de Hollandsche Schouwburg Walter Süskind, crèchedirectrice Henriëtte Pimentel en kinderverzorgsters met het wegsmokkelen van kinderen uit de crèche naar veilige onderduikadressen. In totaal werden enige honderden kinderen op deze manier gered.
Naar verluidt ontpopte Koentje zich tot lieveling van personeel én van Duitsers waaronder SS-Hauptsturmführer Ferdinand aus der Fünten. Vermoedelijk ligt hierin de verklaring voor het feit dat hij niet weggesmokkeld werd. Zijn verdwijning zou opvallen en daardoor de gehele smokkeloperatie in gevaar brengen. "Het heeft hem zijn leven gekost", verklaarde Semmy Glasoog, betrokken bij de ontsnappingen uit de crèche, "want als Aus der Fünten niet elke dag bij hem was gekomen, hadden wij hem kunnen laten ontsnappen". Voormalig verzorgster Sieny Cohen-Kattenburg zei hierover: "Helaas was hij ook het lievelingetje van de SS, ze maakten altijd grappen met hem. Dat is zijn ondergang geworden: iedereen kende hem, hij kon niet de crèche uitgesmokkeld worden".

## Via Kamp Westerbork naar Sobibór
Na een verblijf van ruim vijf maanden in de crèche werd Koentje overgebracht naar Kamp Westerbork, waar hij op 15 april 1943 aankwam en ondergebracht werd in de Wezenbarak. Op 18 mei 1943 vertrok vanuit Westerbork het 12e transport naar Sobibór. Aan boord van de trein bevonden zich 2511 volwassenen en kinderen. Een van hen was Remi van Duinwijck, waarvan op dat moment nog niet bekend was dat zijn werkelijke naam Koentje Gezang was. Hij werd op 25 mei 1943 vermoord.

## Overige gezinsleden
Koentjes moeder Florence dook in oktober 1942 onder, samen met haar ouders en zus Helena. In december werden zij ontdekt, gearresteerd door de Gestapo en naar Westerbork getransporteerd. Van daaruit werden zij, samen met de ouders van Maurits Gezang, op 6 april 1943 naar Sobibór vervoerd, waar zij drie dagen later allen werden vermoord. 
Vader Maurits Gezang wist samen met zijn zoon Eddy naar Parijs uit te wijken, waar zij leefden onder de naam Wiedeman. Beiden overleefden de oorlog. Maurits hertrouwde en stierf in 1983.
Eddy Gezang emigreerde begin jaren vijftig naar Zweden. Nadat hij in 1995 was gestopt met werken, onderzocht hij wat er met zijn broertje in de oorlog gebeurd was. Aanvankelijk koesterde hij de hoop dat Koentje nog in leven was, mogelijk onder een andere naam. Gaandeweg kwam hij erachter dat de foto's die zijn vader hem ooit gaf van zijn broertje hetzelfde jongetje toonden dat als de vondeling Remi uit de crèche te boek stond. In 2002 legde hij zich erbij neer dat Koentje alias Remi in Polen vermoord was. Eddy overleed in 2014.

## Monument

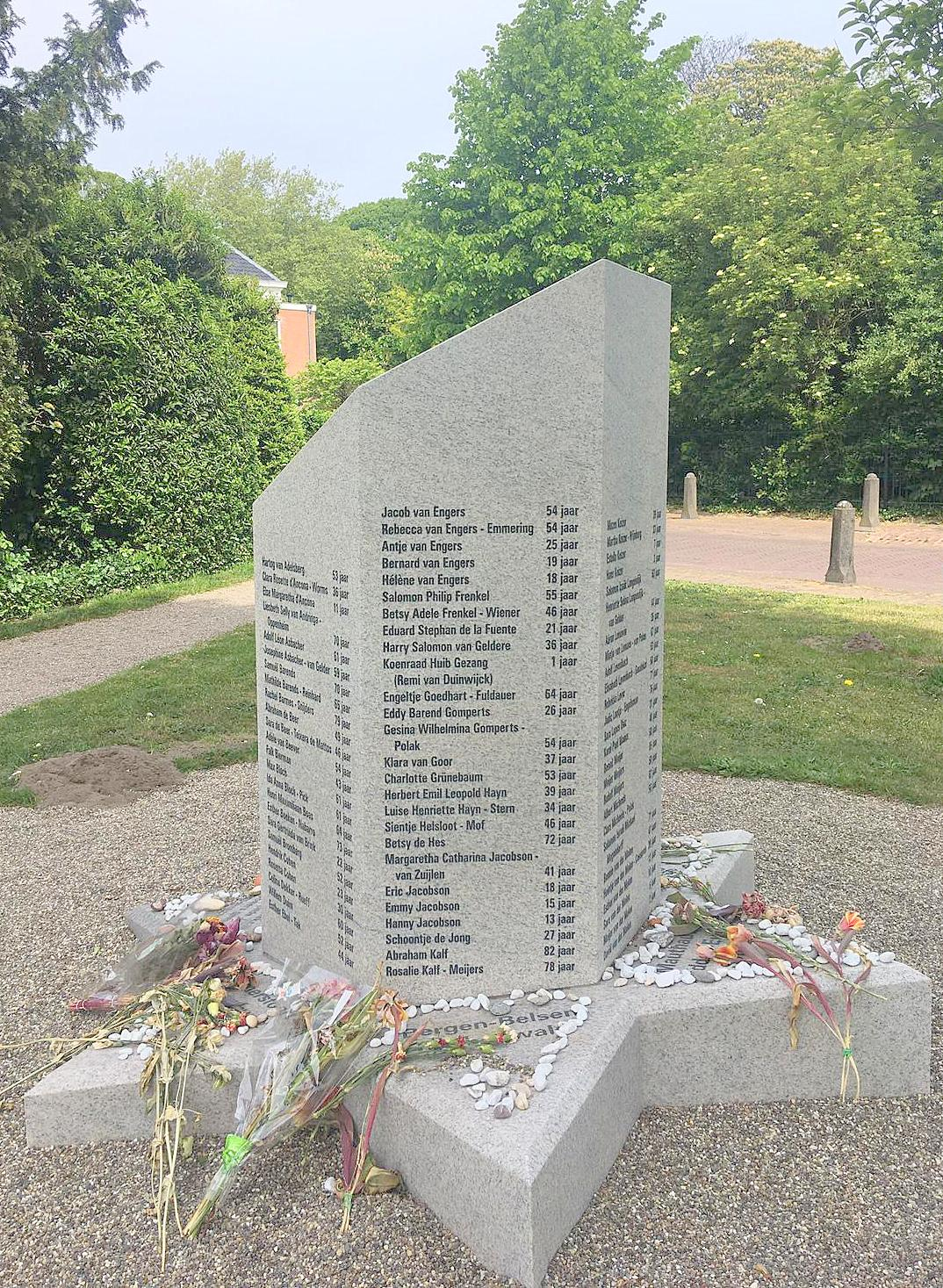
Monument aan het Wildhoefplantsoen te Bloemendaal

Op 12 april 2018 werd aan het Wildhoefplantsoen te Bloemendaal een monument onthuld ter herinnering aan 123 Joodse burgers die in de Tweede Wereldoorlog omkwamen. Ook de naam van Koentje Gezang is hierin uitgebeiteld.

## Nationaal Holocaust Museum
Op 10 maart 2024 werd het Nationaal Holocaust Museum aan de Plantage Middenlaan te Amsterdam geopend. In de binnentuin van dit gebouw, gevestigd in de voormalige Kweekschool tegenover de Hollandsche Schouwburg, staan levensgrote foto's van negen vermoorde Joodse kinderen. Koentje Gezang is één van hen.